# Ложице
Ложице (словен. Ložice) је насељено место у општини Канал об Сочи, Горишка регија, Словенија.

## Историја
До територијалне реорганизације у Словенији било је у саставу старе општине Нова Горица. Као самостално насеље, Ложице постоје од 2007. године. Настала је издвајањем дела из насеља Анхово.

## Популација
У попису становништва из 2011. године, Ложице је имало 262 становника.
| Број становника према пописима |
| ------------------------------ |
| 2011                           |
| 262                            |

Напомена: Године 2007. настала издвајањем дела из насеља Анхово.